# Беър Грилс
Едуард Майкъл „Беър“ Грилс (на английски: Edward Michael 'Bear' Grylls е британски пътешественик, експерт по оцеляване, писател и телевизионен водещ.
Най-известен е с предаването си „Born Survivor“ („Man vs Wild“ в САЩ, „Ultimate Survival“ в Европа, Азия и Африка). Той е сред най-младите британци, изкачили Еверест – на 23 години.

## Биография
Едуард Грилс е роден на 7 юни 1974 г. в Бембридж. Израства в Северна Ирландия до 4-годишна възраст, когато семейството му се мести в Бембридж, Англия. Той е син на политика сър Майкъл Грилс , член на Консервативната партия, и на лейди Грилс (Сара Форд). Неговите баба и дядо по майчина линия са Патриша Форд (Patricia Ford), член на парламента на Ulster Unionist Party и Невил Форд (Neville Ford) – първокласен крикет играч. Има една по-голяма сестра – Лара Фосет (Lara Fawcett). В един от епизодите на Ultimate Survival, когато снима с холивудския актьор Уил Феръл, казва, че сестра му е дала прякора „Bear“, когато е бил само на една седмица. Грилс е учил последователно в Итън Хаус (Eaton House), Ludgrove School, Итънския колеж (Eton College) и завършва Лондонския университет (University of London). На ранна възраст баща му го е научил да се катери и да плува. Като тийнейджър получава втори дан черен колан в карате шотокан. Сега практикува йога и нинджицу. Говори английски, испански и френски. Грилс е християнин, определя вярата си като основа в живота си.
Грилс се жени за Шара Грилс през 2000 г. Имат трима сина – Джеси, Мармадук и Хъкълбери.
През декември 2008 г. Грилс си чупи рамото, докато се спуска със ски през леден участък по време на експедиция за покоряване на далечен, неизкачван връх в Антарктика. Движейки се със скорост до 50 km/h, едната му ска се заклещва в леда, изстрелвайки го във въздуха, и когато пада долу, той чупи рамото си.

## Военна служба
След като завършва училище, Грилс решава да се присъедини към Индийската армия и изкарва там няколко месеца, скитайки из Хималаите, Западна Бенгалия и Асам. От 1994 до 1997 г., след като преминава селекцията на Специалните части на Обединеното кралство, служи в 21 полк на САС като командос, инструктор по оцеляване и медик. Твърди, че е служил в Северна Африка два пъти. През 1996 г. претърпява инцидент в Кения, докато скача с парашут. Куполът му се разкъсва на 500 m височина и се отваря само частично, в резултат на което Беър пада и се приземява върху раницата на гърба си, чупейки 3 гръбначни прешлена. Грилс по-късно казва: „Трябваше да срежа главния парашут и да мина на резервния, но реших, че мога да се справя и така.“ Според хирурга му, Грилс за малко да остане парализиран до края на живота си и в началото е било под въпрос дали въобще ще може да ходи отново. Грилс прекарва следващите 18 месеца във военна рехабилитация в Headley Court, преди да се уволни и насочва усилията си към това да осъществи детската си мечта, а именно да изкачи Еверест.
Съществуват съмнения относно реалността на военната служба на Грилс в САС. Бившият войник от САС Крис Райън (Chris Ryan) е заявявал, че не вярва, че Грилс си е счупил гръбнака по време на операция на САС в Африка и че Грилс преувеличава с историите си за военната си служба. Райън казва: „Беър Грилс постоянно обяснява за операция в Африка. Казва на хората, че си е счупил гръбнака по време на мисия, но не знам къде в Африка може да я е изпълнявал. Говорил съм с няколко старши сержанти в САС, но никой от тях не си спомня за такава операция.“
През 2004 г. Грилс е награден с почетното звание капитан трети ранг от запаса на Кралската морска пехота.

## Еверест
На 26 май 1998 г. Грилс осъществява детската си мечта (която датира откакто баща му е дал снимка на Еверест, когато е бил на 8 години) и поставя рекорд като най-младия британец (на 23 години), изкачил Еверест, само 18 месеца след като си счупва гръбнака. Първото място му е отнето от Джеймс Алън (James Allen), австралийски/британски катерач, покорил Еверест през 1995 г. на 22 години с австралийски екип, но по-късно получил двойно гражданство. След това рекордът е подобрен от Джейк Майър (Jake Meyer) и Роб Гонтлет (Rob Gauntlett), на 19 години, а през 2010 г. – от Джордан Ромеро, на 13 години.
Експедицията на Грилс продължава близо 4 месеца. Тя е в югоизточната част на Еверест и започва с разузнавателно (проучващо) изкачване, на което той пада в пукнатина в ледник и изпада в безсъзнание, а когато се съвзема, се оказва висящ на края на въже. Следват седмици на аклиматизационни катерения, включващи катерене нагоре и надолу по южния склон, преодоляване на ледопада Кхумбу, западния циркус Cwm и 1500 m ледена стена, наречена „стената на Лхотце“ (Lhotse face). Самото изтощително изкачване е с бившия войник на САС Нийл Лоутън (Neil Laughton) и включва нощно катерене в продължение на няколко часа в екстремни природни условия, пълна умора, обезводняване, спонтанни разболявания, лишаване от сън и почти задушаване в зоната на смъртта, където въздухът е три пъти по-рядък от този на морското равнище.
За да се подготви за изкачването на такива големи височини в Хималаите, през 1997 г. Грилс става най-младият британец, изкачил Ама Даблам – връх, описан от Сър Едмънд Хилари (Edmund Hillary) като „невъзможен за изкачване“.

## Други експедиции

### Обиколно плаване около Обединеното кралство
През 2000 Грилс води първия екип, който обикаля по вода Великобритания с лични лодки или джет ски. Експедицията отнема около 30 дни и е проведена, за да събере средства за Royal National Lifeboat Institution (RNLI). Беър е гребал също така гол 35 km в ръчно направена лодка по Темза, за да събере пари за негов приятел, който изгубил краката си в инцидент по време на катерене.

### Прекосяване на Северния Атлантик
Три години по-късно той повежда петчленен екипаж, включващ приятеля му от детството Мик Кростуейт (Mick Crosthwaite), с който е изкачил Еверест, на първото самостоятелно прекосяване на Северния Атлантически океан с твърда надуваема 11-метрова лодка. Борейки се с ветрове от 8 степен по Бофорт, с хипотермията, с айсберги и бури и прекосявайки през някои от най-коварните водни пространства, включващи морето Лабрадор и Датския пролив, Беър и екипът му едва успели да завършат пътешествието си от Халифакс, Нова Скотия до Джон О'Гротс, Шотландия. За подвига си той е награден с почетното звание капитан трети ранг във военноморския флот.

### Прелитане с парапланер над водопада Анхел
През 2005 Грилс води първия екип, който се опитва да прелети с парапланер над водопада Анхел във Венецуела, най-високият водопад в света. Екипът се опитвал да достигне до най-високия и отдалечен лаинуи (планина, завършваща на върха с плато).

### Вечерно парти на високо
През 2005, заедно с въздухоплавателя и алпинист Дейвид Хемпълмен-Адамс (David Hempleman-Adams) и капитана на парашутистите от военноморските сили Алън Вийл (Alan Veal), Грилс поставя световен рекорд за официална вечеря на най-високото място. Вечерята е била в балон на 7500 m и всички били облечени в пълно военно официално облекло и с кислородни маски. За да се приготви за събитието, Беър е направил над 200 скока с парашут. Експедицията е предприета, за да помогне на The Duke of Edinburgh's Award and The Prince's Trust

### Преминаване над Хималаите с парапланер
През 2007 Грилс поставя нов световен рекорд за прелитане с парапланер над Хималаите, по-високо от Еверест. Грилс излита от 4350 m, 13 km южно от планината. Грилс се справя с температури от -60 °C, издържа на опасно ниски нива на кислород и в крайна сметка достига 8850 m, почти 3000 m повече от предишния рекорд – 6000 m. Постижението е снимано от Дискавъри и Четвърти канал във Великобритания.

### Най-продължителното свободно падане на закрито
Грилс, заедно с двойно ампутирания Ал Ходгсън (Al Hodgson) и швейцареца Фреди МакДоналд (Freddy MacDonald), поставят рекорд в книгата на Гинес през 2008 за най-продължително свободно падане на закрито. Предишният рекорд е бил на американци – 1 час и 36 мин. Грилс, Ходгсън и МакДоналд бият рекорда с няколко секунди в тунела с вертикален вятър в Милтън Кийнс (Milton Keynes). Постижението е в подкрепа на благотворителната организация Глобал Ейнджълс (Global Angels).

## Медии
Грилс започва телевизионната си кариера в реклама на дезодорантите Sure. Бил е гост на много телевизионни предавания, включително Friday Night with Jonathan Ross, The Oprah Winfrey Show, Late Night with Conan O'Brien, The Tonight Show with Jay Leno, Attack of the Show, The Late Show with David Letterman, Jimmy Kimmel Live! и Harry Hill's TV Burp. Беър записва две реклами за зърнената закуска Post's Trail Mix, която се върти по телевизиите в САЩ от януари 2009. Уорнър Брос са го канили в новата версия на филма „Сблъсъкът на титаните“.
Грилс е и автор на бестселъри. Първата му книга – Facing up, влиза в първата десетка в класацията на Великобритания и излиза в САЩ под заглавието The Kid Who Climbed Everest. В нея той разказва за експедицията си до Еверест, когато е бил на 23 години. Втората книга на Беър, Facing the Frozen Ocean, е номинирана за наградата на William Hill Sports Book of the Year. Следващата му книга е написана, докато снима предаването „Ultimate Survivor“ и носи едноименното заглавие Born Survivor: Bear Grylls. В нея той описва способи за оцеляване, научени в някои от най-негостоприемните места по света. Книгата влиза в челната десетка на класацията на Sunday Times.
Автобиографията на Беър Грилс „Кал, пот и сълзи“ е преведена на български език (изд. „Вакон“, 2012). Други негови книги, които също са издадени в България, са „Оцеляване в дивата природа: Най-добрият наръчник за живот в пустошта“ (изд. „Вакон“ 2013) и „Наръчник за оцеляване в живота“ (изд. „Вакон“ 2014).

### Бягство в легиона
През 2005 Грилс снима четирисерийното телевизионно предаване „Бягство в легиона“, в което Беър и 11 други „новобранци“ вземат участие в кратко пресъздаване на обучението на френския Чуждестранен легион в пустинята Сахара. Предаването е снимано за Канал 4 във Великобритания и за Военния канал на САЩ. През 2008 е повторено в Обединеното кралство по Историческия канал.

### Оцеляване на предела
Беър води и предаването Born Survivor: Bear Grylls за Британския Канал 4 – излъчвано по Дискавъри в САЩ като Man vs. Wild (Човекът срещу дивото) и като Ultimate Survival (Оцеляване на предела) по Дискавъри в Европа, Азия и Африка. В поредицата Грилс обикаля негостоприемни места, за да покаже на зрителите как да оцеляват. Премиерата на втория сезон е на 15 юни 2007, на третия – ноември 2007, а на четвъртия – май 2008.
Предаването показва как Беър изкачва скали, скача с парашут от хеликоптери, балони и самолети, как яде змии и крокодили, как увива тениската си, напоена с урината му, около главата си, за да се защити от пустинните горещини, как се бори с алигатори, спи в труп на камила и пр. Грилс също така разказва на зрителите истории за пътешественици, които са се губили в пустошта.

### В най-лошия случай
„В най-лошия случай“ е последният проект на Беър Грилс и показва оцеляване в различни екстремни ситуации. Създаден е от американския клон на Discovery Channel. Базиран е на известната едноименна серия книги.
Излъчва се от 5 май 2010 г. в САЩ. От 31 август 2010 г. започва излъчване и в България.

### Беър Грилс бягство: от ада
В новите епизоди на „Беър Грилс: бягство от ада“ световноизвестният авантюрист и експерт по оцеляване разказва истински истории за обикновени хора, изправени пред необичайни и изключително опасни изпитания. Всички те се борят със зъби и нокти за оцеляване в неочаквани за тях ситуации – нападения на бандити, снежни лавини, ужасяващи пясъчни бури и атаки от диви мечки. Беър ще пресъздаде основните моменти, преживяванията, трудностите и ужасяващите реални изпитания, пред които те се изправят, и ще ни покаже как всеки от тях се впуска в реална битка на живот и смърт с дивата природа – в джунглата, в снежните планини, в горещите пустини или в стръмните каньони. Той ще обясни кои от техните решения в битката за оцеляване са правилни, и кои – грешни и почти им струват живота. Накрая той ще отбележи изобретателността, човечността и неподправеното желание за „бягство от ада“ на тези хора.

### Измъкни се жив с Беър Грилс
Новата поредица „Измъкни се жив с Беър Грилс“ е невероятно и екстремно приключенско реалити състезание, водено от световноизвестния любител на приключения и експерт по оцеляване Беър Грилс. Във всеки епизод той отправя предизвикателства на отбори от по двама души, които трябва да оцелеят в екстремни условия, които дори не са сънували. Поредицата е изпълнена с неподправени, трудни и опасни приключения, които вдъхновяват участниците и им позволяват да научат най-важните неща за оцеляването, които един ден могат да спасят живота им. Но най-важният въпрос е – дали участниците ще успеят да се измъкнат живи?
Извън телевизията, Грилс понякога работи като мотивационен оратор.
Той има и собствена линия облекла за оцеляване, произвеждани от Craghoppers.
На 17 май 2009 Беър е назначен за главатар на скаутите от Скаутската Асоциация след изтичането на 5-годишния мандат на Питър Дънкан (Peter Duncan). Той е десетият поред и най-младият Главатар, след като ролята е създадена през 1920 от Robert Baden-Powell.